# Adalimumab

Strukturní vzorec

Adalimumab (sumární vzorec C6428H9912N1694O1987S46) je léčivo, které je protilátkou proti TNF-α (tumor necrotising factor). Je využíváno jako biologická léčba. Nejčastější indikace jsou idiopatické střevní záněty (Crohnova choroba), revmatoidní artritida a juvenilní idiopatická artritida. Před podáním této protilátky je nutné u pacienta vyloučit latentní tuberkulózu, protože podání tohoto léku by mohlo latentní infekci aktivovat.